# شقایق نوری‌زاده
شقایق نوری‌زاده (۱۲ فروردین ۱۳۷۸) بازیکن فوتبال اهل (فارس، ایران) و عضو تیم ملی فوتبال زنان ایران است.
این بانوی فوتبالیست، ورزش حرفه‌ای خود را در نونهالی با شرکت در تست‌های استعدادیابی فوتسال استان فارس شروع کرد.
وی از سال ۱۳۹۰ تا کنون در تمامی رده‌های تیم ملی فوتبال بانوان حضور داشته‌است و در مسابقات آسیایی و تورنمنت‌های بین‌المللی و اروپایی متعددی سابقهٔ بازی دارد.
پست او مدافع است و اکنون در تیم لیگ برتری منتخب فارس توپ می‌زند.
او همراه با تیم ملی فوتبال بانوان در رقابت‌های غرب آسیا دو دوره مختلف، تورنمنت فوتبال کشور ازبکستان، مسابقات آسیایی چین ۲۰۱۶ , تورنمنت اروپایی و بین‌المللی ایتالیا ۲۰۱۶، تورنمنت اروپایی و بین‌المللی روسیه ۲۰۱۷، تورنمنت بین‌المللی و اروپایی سوچی روسیه ۲۰۱۸ شرکت داشته‌است.

## خبرنگاری
ایشان علاقه بسیاری هم به خبرنگاری داشته و با عضو شدن در باشگاه خبرنگاران جوان آثار زیادی در مورد حافظ، متروی شیراز و … از خود به جای گذاشته‌اند

## داوری
شقایق نوری زاده به فوتبال بسنده نکرده و در دیگر رشته‌های ورزشی شامل داوری و فوتسال هم سابقه درخشانی از خود به جای گذاشته و با گذراندن کلاس‌های حرفه ای درجه سه و دو داوری جواز قضاوت در لیگ برتر فوتبال را هم به دست آورده‌است همچنین سابقه بازی در تیم فوتسال لیگ برتری پارس آرا شیراز را هم در کارنامه خود می‌بیند

## جوایز
کسب مقام نائب قهرمانی مسابقات غرب آسیا در کشور سریلانکا همراه با تیم ملی فوتبال زیر ۱۴ سال بانوان ایران
کسب مقام قهرمانی مسابقات غرب آسیا در کشور بنگلادش همراه با تیم ملی فوتبال زیر ۱۶ سال بانوان ایران
کسب مقام سومی و چهارمی در تورنمنت بین‌المللی و اروپایی سوچی روسیه همراه با تیم ملی فوتبال بانوان ایران
کسب مقام‌های مختلف قهرمانی لیگ فوتسال کشور با تیم‌های مختلف استان فارس و یزد و هچنین مقام‌های استانی در لیگ استان

## سوابق عضویت
عضویت در تیم ملی فوتبال زیر ۱۴ سال بانوان ایران
عضویت در تیم ملی فوتبال زیر ۱۶ سال بانوان ایران
عضویت در تیم ملی فوتبال زیر ۱۹ سال بانوان ایران
عضویت در تیم فوتبال لیگ برتری نگاردژ
عضویت در تیم فوتبال لیگ برتری قشقایی
عضویت در تیم فوتبال لیگ برتری منتخب فارس
عضویت در تیم فوتبال لیگ برتری همیاری آذربایجان غربی
عضویت در تیم فوتبال لیگ برتری ذوب آهن اصفهان
عضویت در تیم فوتسال لیگ برتری پارس آرا شیراز